# Monoxenus balteoides
Monoxenus balteoides är en skalbaggsart som beskrevs av Stefan von Breuning 1939. Monoxenus balteoides ingår i släktet Monoxenus och familjen långhorningar. Inga underarter finns listade i Catalogue of Life.